# Hygropoda africana
Hygropoda africana är en spindelart som beskrevs av Simon 1898. Hygropoda africana ingår i släktet Hygropoda och familjen vårdnätsspindlar. Inga underarter finns listade i Catalogue of Life.